# Rafael Pandam
Rafael Pandam  (* 1963 in Morona Santiago) ist ein indigener Verbandsfunktionär aus Ecuador. Er gehört der Ethnie der Shuar an.

## Werdegang
Er ist der Sohn von Pedro Kanusa.
Nach dem Cenepa-Krieg vom 26. Januar bis 28. Februar 1995 war Rafael Pandam Shuar-Vizepräsident von CONAIE und wurde von der Regierung Sixto Durán Ballén am 14. März 1995 als Gesandter Ecuadors zur UN-Entwicklungskonferenz in Kopenhagen entsandt. Auf der Konferenz spielte Pandam seine erwartete Rolle darin, Perus Position gegenüber der indigenen Bevölkerung zu kritisieren und die Unterstützung der Shuar für die amazonische Souveränität Ecuadors zu bekräftigen. Der Vertreter Perus, Jaime Stiglich, musste seinerseits peruanische Ureinwohner finden, um den diplomatischen Schachzug der Ecuadorianer zu parieren.
In der Regierung von Abdalá Bucaram vom 10. August 1996 bis zum 6. Februar 1997 war er Minister für „Etnias y Asuntos Indigenas“. Womit er entgegen der Beschlusslage von CONAIE handelte.
2003 war er Vizepräsident der Confederación de Nacionalidades Indigenas de la Amazonia Ecuatoriana (CONFENIAE) und wurde von der CONAIE als Referent für Auslandsbeziehungen berufen, wovon man sich versprach, dass die CONFENIAE der Politik der CONAIE folgt.
Seit 2012 ist er Vorsitzender des „Parlamento de las Nacionalidades Indígenas de la Amazonía Ecuatoriana“ (Parniae).